# Прапор Кругляківки
Пра́пор Круглякі́вки — один з офіційних символів села Кругляківка, Куп'янський район Харківської області, затверджений рішенням сесії Кругляківської сільської рада.

## Опис прапора
Квадратне полотнище з вміщеними на ньому кольорами і фігурами малого герба.